# Балтайский район
Балтайский район — административно-территориальная единица (район) и муниципальное образование (муниципальный район) в Саратовской области России.
Административный центр — село Балтай.

## География
Расположен в северной части Правобережья области, на Приволжской возвышенности. Пересечённый рельеф, озера и значительная лесистость района создают привлекательные пейзажи.
Балтайский муниципальный район занимает территорию — 1,2 тыс. км² в северной части Саратовского Правобережья.
Район граничит с Пензенской и Ульяновской областями на севере и Базарно-Карабулакским и Вольским районами Саратовской области на западе и востоке соответственно.
Административный центр района — село Балтай расположен в его центральной части на р. Алай в 135 км от г. Саратова.
Протяжённость автодорог общего пользования с твёрдым покрытием — 152,4 км.

## История
Район образован 23 июля 1928 года в составе Вольского округа Нижне-Волжского края. В его состав вошла территория бывшей Балтайской волости Вольского уезда Саратовской губернии.
С 1934 года район в составе Саратовского края, с 1936 года — в Саратовской области.
30 сентября 1958 года к Балтайскому району была присоединена часть территории упразднённого Куриловского района.
1 февраля 1963 года район был упразднён, 30 декабря 1966 восстановлен.

## Население
| 1989    | 2002    | 2009    | 2010    | 2011    | 2012    | 2013    |
| ------- | ------- | ------- | ------- | ------- | ------- | ------- |
| 12 513  | ↗13 722 | ↘12 170 | ↗12 282 | ↘12 231 | ↘12 035 | ↘11 747 |
| 2014    | 2015    | 2016    | 2017    | 2018    | 2019    | 2020    |
| ↘11 500 | ↘11 469 | ↘11 413 | ↘11 319 | ↘11 163 | ↘10 887 | ↘10 668 |
| 2021    |         |         |         |         |         |         |
| ↘10 320 |         |         |         |         |         |         |

Численность населения Балтайского муниципального района — 12,7 тыс. чел. и по этому показателю район занимает предпоследнее место, так же как и по территории (1,3% от площади области), среди муниципальных районов Саратовской области.
Плотность населения в Балтайском муниципальном районе почти в 2,5 раза ниже, чем в среднем по области, что в первую очередь обусловлено значительным преобладанием сельского населения.
Район многонациональный, здесь проживают: русские, мордва, татары, армяне, чеченцы.

## Муниципально-территориальное устройство
В Балтайский муниципальный район входят 4 муниципальных образования со статусом сельского поселения:
| № | Муниципальное образование | Административный центр | Количество населённых пунктов | Население | Площадь, км2 |
| - | ------------------------- | ---------------------- | ----------------------------- | --------- | ------------ |
| 1 | Балтайское                | село Балтай            | 7                             | ↘4944     | 245,79       |
| 2 | Барнуковское              | село Барнуковка        | 8                             | ↘1130     | 415,41       |
| 3 | Большеозёрское            | село Большие Озерки    | 13                            | ↘1830     | 376,89       |
| 4 | Царевщинское              | село Царевщина         | 2                             | ↗2416     | 216,09       |

В рамках организации местного самоуправления в 2005 году в новообразованном муниципальном районе были 4 сельских поселения. 

## Населённые пункты
В Балтайском районе 30 населённых пунктов.
| №  | Населённый пункт   | Тип     | Население | Муниципальное образование |
| -- | ------------------ | ------- | --------- | ------------------------- |
| 1  | Алай               | село    | 0         | Барнуковское              |
| 2  | Александровка      | деревня | 22        | Барнуковское              |
| 3  | Алентьевка         | село    | 76        | Большеозёрское            |
| 4  | Алферьевка         | деревня | ↘75       | Большеозёрское            |
| 5  | Андреевка          | деревня | 2         | Балтайское                |
| 6  | Балтай             | село    | ↘3277     | Балтайское                |
| 7  | Барнуковка         | станция | 58        | Барнуковское              |
| 8  | Барнуковка         | село    | ↘708      | Барнуковское              |
| 9  | Большая Караваевка | село    | 0         | Балтайское                |
| 10 | Большие Озерки     | село    | ↘681      | Большеозёрское            |
| 11 | Всеволодчино       | село    | ↘135      | Балтайское                |
| 12 | Гавриловка         | село    | 28        | Барнуковское              |
| 13 | Донгуз             | село    | ↘1138     | Царевщинское              |
| 14 | Журавлиха          | село    | ↘248      | Большеозёрское            |
| 15 | Зубриловка         | деревня | 26        | Большеозёрское            |
| 16 | Кикино             | село    | 8         | Большеозёрское            |
| 17 | Козловка           | деревня | 46        | Большеозёрское            |
| 18 | Красное Поле       | деревня | 37        | Большеозёрское            |
| 19 | Малая Караваевка   | село    | 68        | Балтайское                |
| 20 | Новая Лопастейка   | село    | ↘171      | Барнуковское              |
| 21 | Осановка           | село    | ↘236      | Балтайское                |
| 22 | Паник              | деревня | 0         | Большеозёрское            |
| 23 | Пилюгино           | село    | ↘403      | Большеозёрское            |
| 24 | Садовка            | село    | ↘1406     | Балтайское                |
| 25 | Сосновка           | село    | ↘470      | Барнуковское              |
| 26 | Старое Сарайкино   | село    | ↘114      | Барнуковское              |
| 27 | Столыпино          | село    | ↘670      | Большеозёрское            |
| 28 | Царевщина          | село    | ↘1505     | Царевщинское              |
| 29 | Чернобулак         | село    | ↘66       | Большеозёрское            |
| 30 | Юрьевка            | село    | 12        | Большеозёрское            |

Упразднённые населённые пункты:
- 1999 год — село Еленовка Барнуковского округа[20].

## Экономика
Район сельскохозяйственный, здесь производится зерно, подсолнечник, разнообразную животноводческую продукцию.

## Достопримечательности
Достопримечательностями района являются памятники истории и культуры: усадьба графа Нессельроде в селе Царевщина, Храм Покрова Божией Матери в селе Балтай, церковь и парк в селе Всеволодчино, Храм архистратига Божия Архангела Михаила в селе Донгуз, храм во имя Дмитрия Донского в селе Столыпино. Природный памятник — гора Шихан близ села Большие Озёрки.